# Donald Gibb
Donald Gibb (New York, 4 agosto 1954) è un attore statunitense.

## Carriera
Gibb è noto soprattutto per la parte di "Orco" nei due film La rivincita dei Nerds e nel suo seguito La rivincita dei Nerds II.
Complice la sua stazza (è alto 193 cm), è stato spesso utilizzato in b-movie sulle arti marziali. Ottenne il ruolo più importante in questo genere di film interpretando il combattente americano Ray Jackson, accanto a Jean-Claude Van Damme in Senza esclusione di colpi e successivamente nel 1996 in Colpi proibiti 2. Tra i suoi altri film Jocks e Amazon Women on the Moon.
Successivamente Gibb è diventato comproprietario di una birreria di Chicago chiamata Trader Todd's, attraverso la quale commercializza la birra Ogre, che prese il nome dal suo personaggio del film La rivincita dei Nerds.

## Filmografia parziale

### Cinema
- Fai come ti pare (Any Which Way You Can), regia di Buddy Van Horn, Michael Vejar, Ivan Dixon e Russ Mayberry (1980)
- La rivincita dei nerds (Revenge of the Nerds), regia Jeff Kanew (1984)
- La rivincita dei nerds II (Revenge of the Nerds II - Nerds in Paradise), regia di Joe Roth (1987)
- Senza esclusione di colpi (Bloodsport), regia di Newt Arnold (1988)
- Colpi proibiti 2 (Bloodsport II), regia di Frans Nel (1991)
- La rivincita dei nerds IV (Revenge of the Nerds IV: Nerds in Love), regia di Steve Zacharias (1994)
- U.S. Marshals - Caccia senza tregua (U.S. Marshals), regia di Stuart Baird (1999)
- Hancock, regia di Peter Berg (2008)

### Televisione
- Magnum, P.I. – serie TV, episodi 3x04-4x08 (1982-1983)
- Supercar (Knight Rider) – serie TV, episodio 3x11 (1984)
- Renegade – serie TV, episodio 1x01 (1992)
- X-Files (The X-Files) – serie TV, episodio 1x04 (1993)
- A-Team (The A-Team) – serie TV, episodio 2x07 (1983)
- Una bionda per papà (Step by Step) – serie TV, 6 episodi (1993-1998)

## Doppiatori italiani
Nelle versioni in italiano delle opere in cui ha recitato, Donald Gibb è stato doppiato da:
- Maurizio Mattioli in La rivincita dei nerds
- Oreste Rizzini in Senza esclusione di colpi
- Fabrizio Temperini in X-Files